# Donata Vištartaitė
Donata Vištartaitė (ur. 11 czerwca 1989 w Gubriai) – litewska wioślarka.

## Osiągnięcia
- Mistrzostwa Świata Juniorów – Amsterdam 2006 – jedynka – 7. miejsce[1].
- Mistrzostwa Świata Juniorów – Pekin 2007 – jedynka – 3. miejsce[1].
- Mistrzostwa Europy – Ateny 2008 – dwójka podwójna – 8. miejsce[1].
- Mistrzostwa Europy – Ateny 2008 – czwórka podwójna – 6. miejsce[1].
- Mistrzostwa Świata U-23 – Račice 2009 – jedynka – 4. miejsce[1].
- Mistrzostwa Europy – Brześć 2009 – jedynka – 7. miejsce[1].